# Craspedonotus
Craspedonotus is een geslacht van kevers uit de familie van de loopkevers (Carabidae). De wetenschappelijke naam van het geslacht is voor het eerst geldig gepubliceerd in 1863 door Schaum.

## Soorten
Het geslacht Craspedonotus omvat de volgende soorten:
- Craspedonotus himalayanus Semenov, 1910
- Craspedonotus margellanicus Kraatz, 1884
- Craspedonotus tibialis Schaum, 1863